# Bremondans
Bremondans település Franciaországban, Doubs megyében. Lakosainak száma 102 fő (2022. január 1.). Bremondans Villers-Chief, Épenouse, Orsans és Vellerot-lès-Vercel községekkel határos.

## Népesség
A település népességének változása:
| Lakosok száma | 99   | 75   | 72   | 80   | 84   | 85   | 86   | 94   | 98   | 102  |
|               | 1968 | 1982 | 1990 | 2006 | 2013 | 2015 | 2017 | 2019 | 2020 | 2022 |